# Большое Кузёмкино (Ленинградская область)
Большо́е Кузёмкино (ижор. Narusi, фин. Narvusi) — деревня в Кингисеппском районе Ленинградской области. Административный центр Кузёмкинского сельского поселения.

## История
Согласно шведским «Балтийским писцовым книгам» (Baltiska Fogderäkenskaper) деревня носила названия: Kusomkyler bÿ (1582), Narues (1584), Narffwes (1585), Narffwes (1586), Naruitz (1589).
Затем упоминается как деревня Kusemkino by — 17 обеж в шведских писцовых книгах 1618—1623 годов.
В 1634 году Кузёмкино — 13 обеж земли, принадлежало Ижорской мызе.
С 1640 года деревня вместе со всей Ижорской мызой перешло во владение Генриха Буртца. В деревне в то время числилось 17 дворов, в которых проживали 25 мужчин и 20 женщин.
В 1645 году Кузёмкино состояло из 13 дворов, в которых проживали 21 мужчина и 15 женщин.
В 1656 году в деревне осталось лишь 9 дворов, 16 мужчин и 17 женщин.
В 1661 году мыза и деревня стала принадлежать шведскому полковнику Ферсенсу. В деревне было 9 дворов и 25 жителей.
В 1666 году Кузёмкино состояло из 10 дворов, в которых проживали 30 человек.
На карте Ингерманландии А. И. Бергенгейма, составленной по шведским материалам 1676 года, она упоминается как деревня Kosemkyna.
В 1672 году деревня насчитывала 14 дворов, 32 жителя и принадлежала фельдмаршалу Симону Хельмфельдту.
В 1682 году дворов в деревне стало 20, а жителей 43 (21 мужчина и 23 женщины).
В 1689 году деревня стала называться Козёмкина или Нарвитц бю.
В 1695 году мызу арендовал полковник Функ. В деревне в это время было 23 двора и 71 житель.
На шведской «Генеральной карте провинции Ингерманландии» 1704 года обозначены мыза и село Kosenkina.
Мыза, церковь и село Коземкина обозначены на «Географическом чертеже Ижорской земли» Адриана Шонбека 1705 года.
На карте Санкт-Петербургской губернии Я. Ф. Шмидта 1770 года она упоминается как деревня Куземкино.
На карте Санкт-Петербургской губернии Ф. Ф. Шуберта 1834 года обозначена деревня Кузёмкино, состоящая из 33 крестьянских дворов и при ней Чухонская Кирка, Дом Луккаря и мыза Помещика Бодена.

КУЗЕМКИНО — деревня, принадлежит графу Нессельроде, число жителей по ревизии: 117 м. п., 140 ж. п.;

В оной:

а) Церковь деревянная Финско-Лютеранского вероисповедания.

б) Питейный дом. (1838 год)

В 1844 году деревня также насчитывала 33 двора.
На этнографической карте Санкт-Петербургской губернии П. И. Кёппена 1849 года она обозначена как деревня «Kosemkina», расположенная в ареале расселения ижоры. В пояснительном тексте к этнографической карте она записана как деревня Kosemkina, Narwoisi (Куземкина, Коземкина) и указано количество её жителей на 1848 год: савакотов — 32 м. п., 38 ж. п., ижоры — 114 м. п., 121 ж. п., всего 305 человек. Ижоры относились к православному Кейкинскому Петропавловскому приходу, савакоты — к лютеранскому приходу Косёмкина.

КУЗЕМКИНО — деревня Ведомства государственного имущества, по просёлочной дороге, число дворов — 44, число душ — 157 м. п. (1856 год)

КУЗЁМКИНО — деревня, число жителей по X-ой ревизии 1857 года: 159 м. п., 159 ж. п., всего 318 чел.

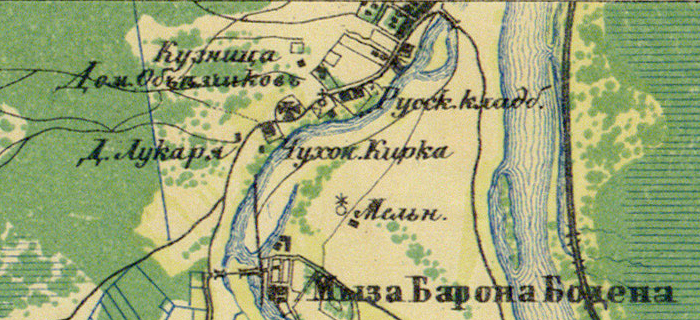
Земли деревни Большое Кузёмкино на карте 1860 года

Согласно «Топографической карте частей Санкт-Петербургской и Выборгской губерний» в 1860 году деревне находилась ветряная мельница, кузница, дом объездчиков, дом лукаря, русское кладбище, чухонская кирка и мыза барона Бодена.

КУЗЕМКИНО — деревня казённая при реке Луга, число дворов — 54, число жителей: 208 м. п., 184 ж. п.

Церковь лютеранская. Часовня. Паровой лесопильный и кирпичные заводы. (1862 год)

КУЗЁМКИНО — деревня, по земской переписи 1882 года: семей — 68, в них 209 м. п., 189 ж. п., всего 398 чел.

В 1883 году в Кузёмкине открылась одноклассная школа.
Сборник Центрального статистического комитета описывал деревню так:

КУЗЕМКИНА (НАРВУСИЙ) — деревня бывшая владельческая Наровской волости при реке Луге, дворов — 60, жителей — 404; Волостное правление (уездный город в 40 верстах), церковь лютеранская, часовня, школа, лавка, постоялый двор. В 2 верстах — 2 кирпичных завода. (1885 год)

Во второй половине XIX века рядом с Большим Кузёмкиным на пустоши Галики находилась мыза Валериана Ивановича Байкова. Мыза Галики площадью 2941 десятина принадлежала потомственному почётному гражданину И. В. Байкову, а часть пустоши Галики площадью 44 десятины принадлежала потомственному почётному гражданину П. В. Байкову. Мыза и пустошь были приобретены до 1868 года. В мызе содержались постоялый двор, службы и лавка. Рыбные ловли с покосом хозяин сдавал в аренду, а за право собирать сучья, грибы и ягоды брал с крестьян отработками во время жатвы. На пустоши действовали лесопильный завод и паром.
В 1887 году, после того как в деревне случился пожар, в результате которого сгорело много домов, Ямбургское земство разрешило 20 погорельцам поселиться на новом месте — в двух километрах ниже по течению реки Луги и образовать новое поселение. Новое поселение получило название Малое Кузёмкино, а Кузёмкино стало называться Большим Кузёмкиным.
Согласно материалам по статистике народного хозяйства Ямбургского уезда 1887 года, имение при селении Кузёмкино площадью 532 десятины принадлежало крестьянам Эстляндской губернии Я. и И. О. Карья, К. Я. Турро и И. Я. Миллю, имение было приобретено в 1887 году за 7000 рублей.
В 1892 году в деревне открылась школа ткачества и библиотека.
Согласно данным первой переписи населения Российской империи:

КУЗЁМКИНО — деревня, православных — 455, протестантов — 113,  мужчин — 283, женщин — 285, обоего пола — 568. (1897 год)

По земской переписи 1899 года:

БОЛЬШОЕ КУЗЁМКИНО — деревня, число хозяйств — 89, число жителей: 241 м. п., 227 ж. п., всего 468 чел.
 разряд крестьян: бывшие владельческие, народность: русская — 27 чел.,  финская — 431 чел., смешанная — 10 чел.

В 1900 году, согласно «Памятной книжке Санкт-Петербургской губернии», мыза Галики площадью 2098 десятин принадлежала потомственному почётному гражданину Ивану Власьевичу Байкову (не сохранилась).
В конце XIX — начале XX века деревня административно относилась к Наровской волости 2-го стана Ямбургского уезда Санкт-Петербургской губернии. Население деревни было смешанным — финско-ижорским.
В 1906 году в деревню из Ямбурга была проведена телефонная линия.
В 1911 году в деревне насчитывалось 65 домохозяев.
1 января 1914 года в Большом Кузёмкине открылось почтовое отделение.
С 1917 года деревня находилась в составе Большекузёмкинского сельсовета Наровской волости Кингисеппского уезда.
С 1918 по 1927 год деревня была административным центром Наровской волости Кингисеппского уезда.
Согласно данным переписи населения СССР 1926 года в деревне Кузёмкино Большое проживали 427 человек, большинство ижоры, а также русские, финны, эстонцы и белорусы.
В августе 1927 года Большекузёмкинский сельсовет вошёл в состав Кингисеппского района Ленинградского округа из Наровской волости Кингисеппского уезда. В ноябре 1928 года к нему был присоединён Волковский сельсовет.

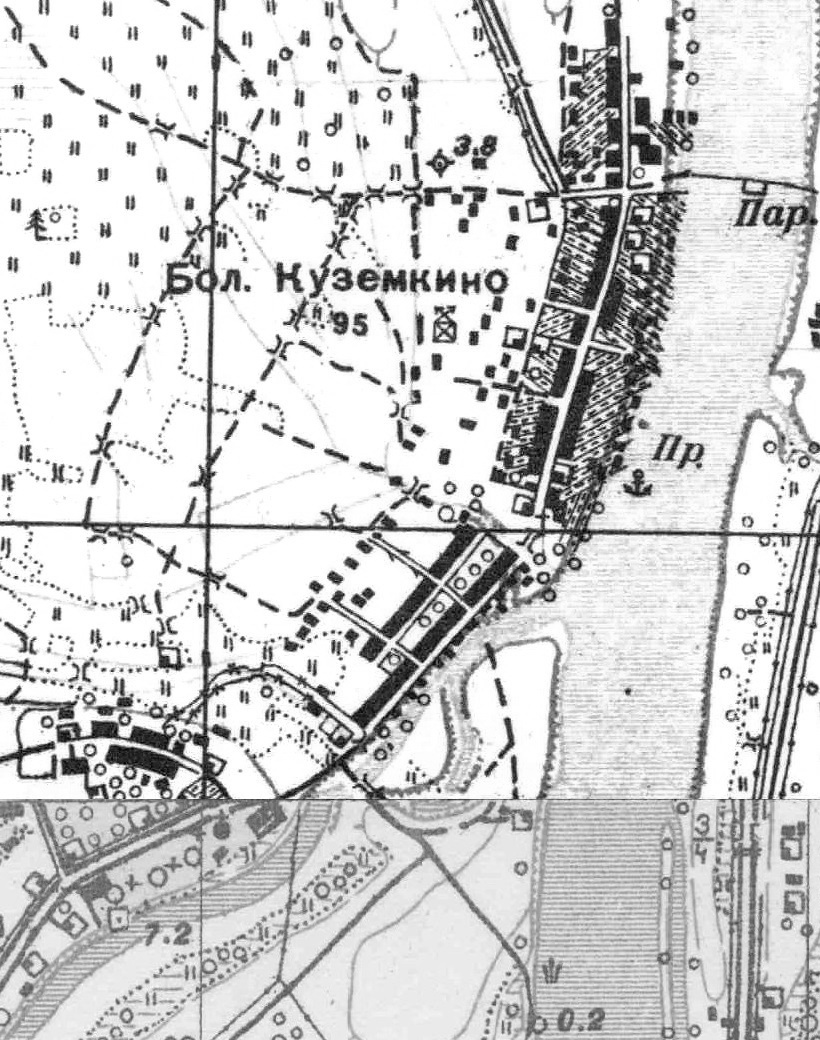
План деревни Большое Кузёмкино. 1930 год

Согласно топографической карте 1930 года деревня насчитывала 95 дворов, в деревне была почта, часовня, пристань и паромная переправа.
По данным 1933 года деревня Большое Кузёмкино являлась административным центром Кузёмкинского сельсовета Кингисеппского района, в который входили 18 населённых пунктов: деревни Большое Кузёмкино, Новое Кузёмкино, Малое Кузёмкино, Мертвицы, Малая Ропша, Новая, Старая Ропша, Струппово, посёлки Вавиловка, Горяченка, Каменка, Колено, Новое Коровино, Ольгино-Коровино, выселки Мунтик Рухака, Ольховый Ручей, Ропша, Юркино, общей численностью населения 1755 человек.
По данным 1936 года в состав Кузёмкинского ижорского национального сельсовета входили 10 населённых пунктов, 383 хозяйства и 6 колхозов.
Указами Президиума Верховного Совета РСФСР от 22 февраля и от 19 сентября 1939 года были ликвидированы, как искусственно созданные, все национальные сельсоветы, в том числе и Кузёмкинский ижорский национальный сельсовет, население которого составляли: русские — 300, ижора — 1000 и финны — 200 человек.
В 1939 году население деревни составляло 687 человек.
C 1 августа 1941 года по 31 января 1944 года деревня находилась в оккупации.
В 1957 году население деревни составляло 315 человек.
По данным 1966 и 1973 годов деревня также находилась в составе Кузёмкинского сельсовета и являлась его административным центром. В деревне располагалась центральная усадьба совхоза «Прибрежный».
По данным 1990 года в деревне Большое Кузёмкино проживали 905 человек. Деревня являлась административным центром Кузёмкинского сельсовета в который входили 18 населённых пунктов: деревни Большое Кузёмкино, Ванакюля, Венекюля, Волково, Горка, Дальняя Поляна, Извоз, Калливере, Кейкино, Коростель, Малое Кузёмкино, Новое Кузёмкино, Ропша, Саркюля, Струпово, Ударник, Фёдоровка, Ханике, общей численностью населения 1254 человека.
В 1997 году в деревне Большое Кузёмкино Кузёмкинской волости проживал 1101 человек, в 2002 году — 961 человек (русские — 89 %), в 2007 году — 988, в 2010 году — 877.

## География
Деревня расположена в северо-западной части района на автодороге 41К-109 (Лужицы — Первое Мая).
Расстояние до районного центра — 63 км.
Расстояние до ближайшей железнодорожной станции Усть-Луга — 20 км.
Деревня находится на левом берегу реки Луга при впадении в неё реки Мертвица.

## Демография
| 1862 | 1897 | 2007 | 2010 | 2017 |
| ---- | ---- | ---- | ---- | ---- |
| 392  | ↗568 | ↗988 | ↘877 | ↘851 |

### Национальный состав
Согласно данным Всероссийской переписи населения 2021 года в деревне проживали 692 человек, из них:
 русские — 625, белорусы — 8, украинцы — 3, карелы — 2, чуваши — 2, эстонцы — 2, вепсы — 1, корейцы — 1, поляки — 1, татары — 1, узбеки — 1, другие национальности — 4 человека, остальные национальность не указали.

## Лютеранский приход
Лютеранская община Косёмкина возникла в 1640 году. 
В 1704 году она была приписана как капельный приход к приходу кирхи святого Михаила в Нарве (отсюда название Нарвуси).
В 1732 году была освящена собственная деревянная церковь (кирха во имя святого Андрея), заменённая в 1879 году каменной кирхой в готическом стиле во имя святой Троицы, рассчитанной на 450 человек.

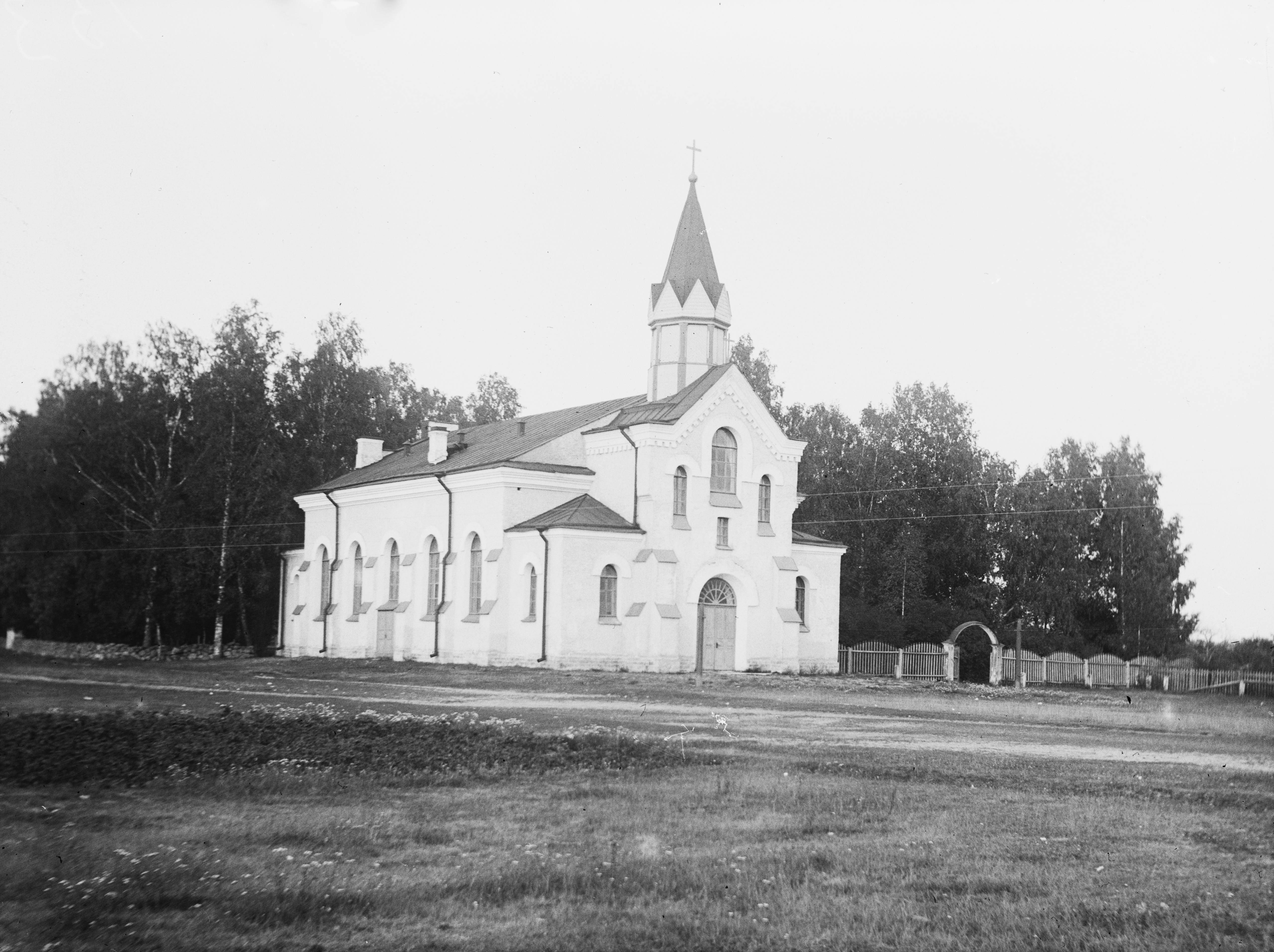
Кирха в деревне Большое Кузёмкино. Фото начала XX века
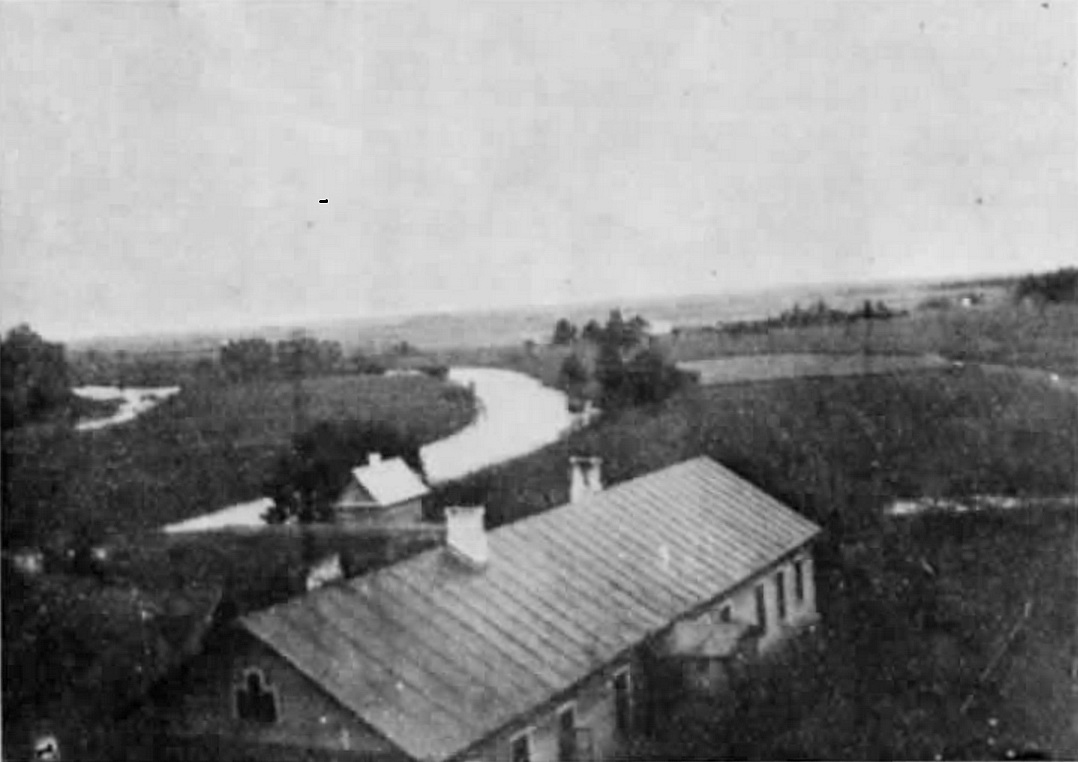
Вид с Кузёмкинской кирхи. Фото начала XX века
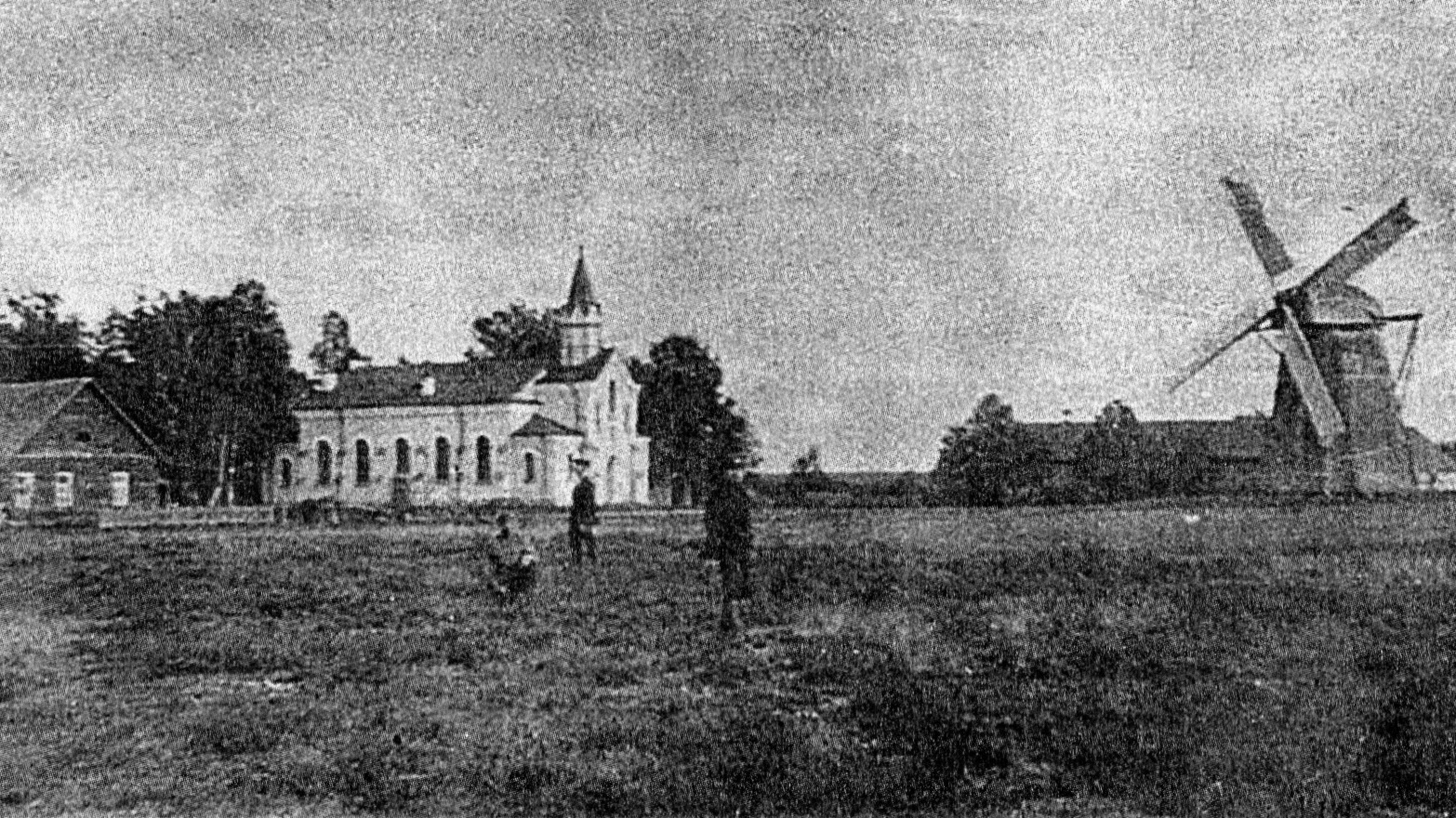
Народный дом, кирха, пасторат и приходская ветряная мельница. 1917 год

В 1901 году открылась воскресная школа, содержавшаяся на средства прихожан. Обучение в ней чтению, письму и лютеранскому катехизису вёл пастор Ф. Суокас:73.
Изменение численности населения прихода Нарвуси за период с 1848 по 1917 год:96:
В 1920 году, в связи с разделением территории прихода государственной границей с Эстонией, от прихода Нарвуси отделился лютеранский приход Эстонская Ингерманландия с центром в деревне Калливере.
Кирха не действовала с 1936 года, была закрыта в 1938 году, богослужения возобновлялись в период немецкой оккупации с 1941 по 1944 год, а в 1944 году закрыта и передана под клуб.

## Современность
В 1990 году в Большом Кузёмкине зарегистрирован приход Евангелическо-лютеранской церкви Ингрии. Ремонт церкви не завершён, но богослужения проходят — их ведут пасторы, приезжающие из Финляндии.
Построена православная часовня.
Является одним из центров расселения ижоры (нижнелужская группа), материалы по истории и культуре которых хранятся в собрании Кузёмкинской сельской библиотеки.

## Фото

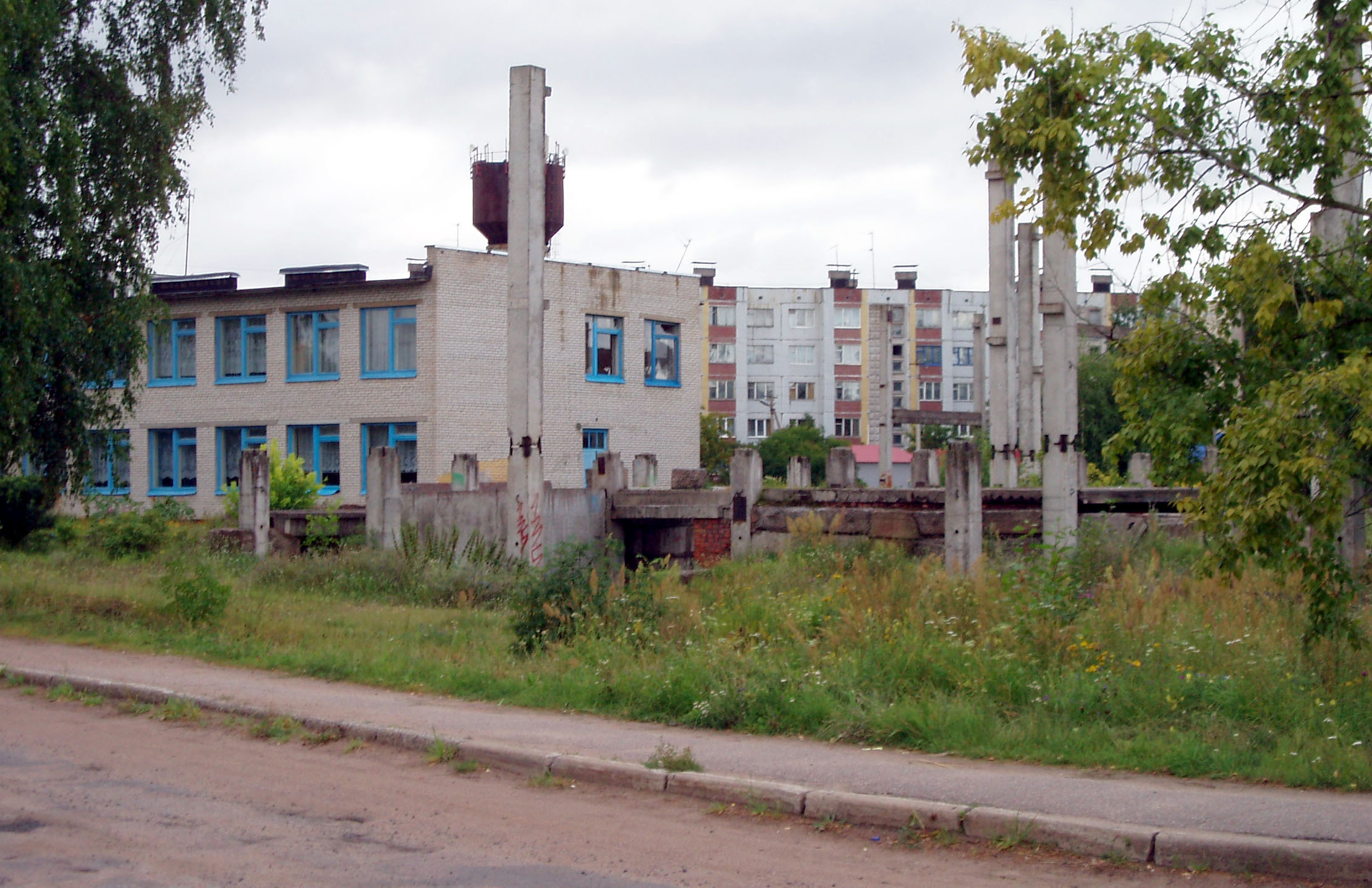
Деревня Большое Кузёмкино. 2008 год
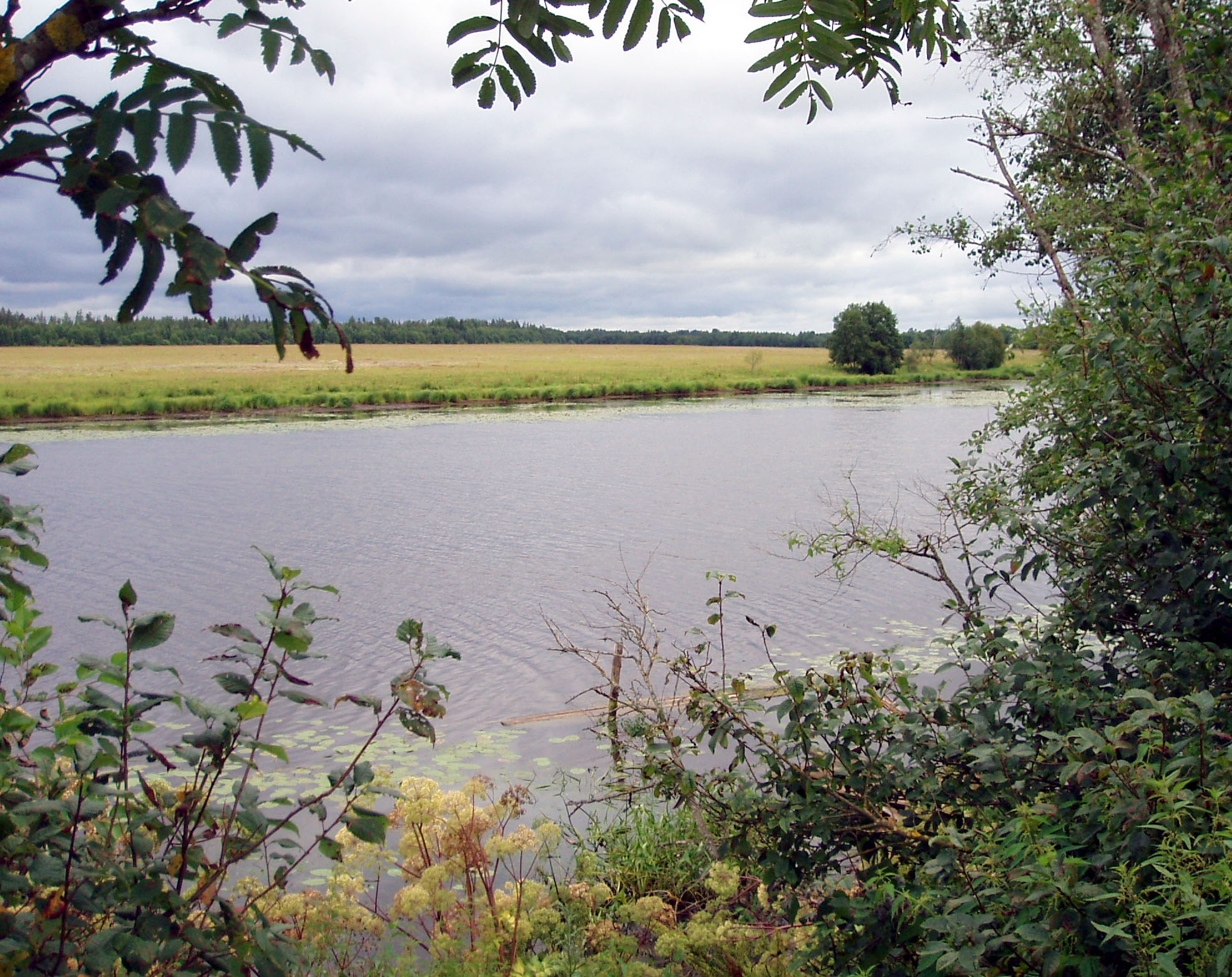
Река Мертвица близ деревни. 2008 год

## Известные уроженцы
- Альфред Саклантти (Alfred Saklantti) (1920—2007) — шведский ингерманландский писатель, автор книги «Fragment om livet i Kuzemkino 1860—1943» (Часть моей жизни в Кузёмкино 1860—1943)[47]

## Улицы
Лужская, Межниковская, Новая, Сосновая, Центральный микрорайон.